# Fabrizio Trecca
Fabrizio Trifone Trecca (Roma, 19 agosto 1940 – Roma, 12 novembre 2014) è stato uno scrittore e conduttore televisivo italiano.

## Biografia
Ha iniziato la carriera come medico ed è stato docente di Patologia chirurgica all'Università degli Studi di Roma "La Sapienza", per poi passare alla televisione come conduttore di programmi sulla salute. Ha scritto alcuni romanzi di fantascienza, fra i quali Gamma, da lui stesso adattato nell'omonimo sceneggiato Rai trasmesso in 4 puntate nel 1975, e Formula Uomo. È anche autore del telefilm, andato in onda nel 1975 sulla Rai, Diagnosi, che è stato anche il titolo di una rubrica televisiva che ha condotto negli anni novanta sulla syndication Cinquestelle, all'epoca associata alla Rai. Sempre su Cinquestelle ha presentato Tutti in forma.
Dall'autunno del 1998 alla fine del 1999 ha affiancato Maria Teresa Ruta alla conduzione del programma quotidiano di Canale 5 Vivere bene,  di cui era anche autore. Dal 2000 il programma è diventato settimanale con il titolo di Vivere bene con noi - Speciale Medicina. Dal 22 gennaio 2001 ha condotto su Rete 4 il programma Vivere meglio, inizialmente quotidiano e poi settimanale, andato in onda fino alla primavera del 2012.
Il suo nome risulta nella lista degli affiliati alla loggia massonica P2. È morto a Roma all'età di 74 anni.